# 博比什·久洛
博比什·久洛（匈牙利語：Bóbis Gyula，1909年10月7日—1972年1月24日），匈牙利男子摔跤运动员。他曾代表匈牙利参加1936年和1948年夏季奥林匹克运动会摔跤比赛，其中1948年奥运会获得一枚金牌。